# 唐极
唐极（966年—1040年），荆州江陵人，祖籍杭州余杭。宋朝政治人物。

## 生平
曾祖父唐休复，唐天祐年间为建威军节度使推官。祖父唐仁恭，吴越国文穆王时期人唐山县令，水部员外郎。父唐渭，吴越国通儒院学士，后仕北宋，官至尚书职方郎中、礼部尚书，歷官天章阁待制、尚书户部员外郎。弟唐拱，唐介之父。
唐极，少时与其从兄唐肃同为吴越国时期钱塘县神童，與孫何（961-1004）齊名，弱冠登甲科，又與寇准（961-1023）為知交，丁谓（966-1037）為布衣。
```
  舊略不為之屈，以故仕不脱州縣，棄官去。其後
謝絳
（994-1039，介公亲家）判流内銓，䟽其節以聞，特轉大理寺丞，遷殿中丞致仕。生一子，是為處士愈。--《真淡先生唐公墓誌銘》
邹浩
撰。
```

父唐渭，先仕吴越国为通儒院学士。兄唐拱，漳州兵马监押。
子愈，孙唐既（1046-1100），号真淡先生，愈之第四子，为北宋著名文士，易学大师，《文稿》十五巻，《左氏邦典》二巻，《易論》三巻，門人集所聞為《説約》十巻。